# Привокзальний майдан (Єкатеринбург)

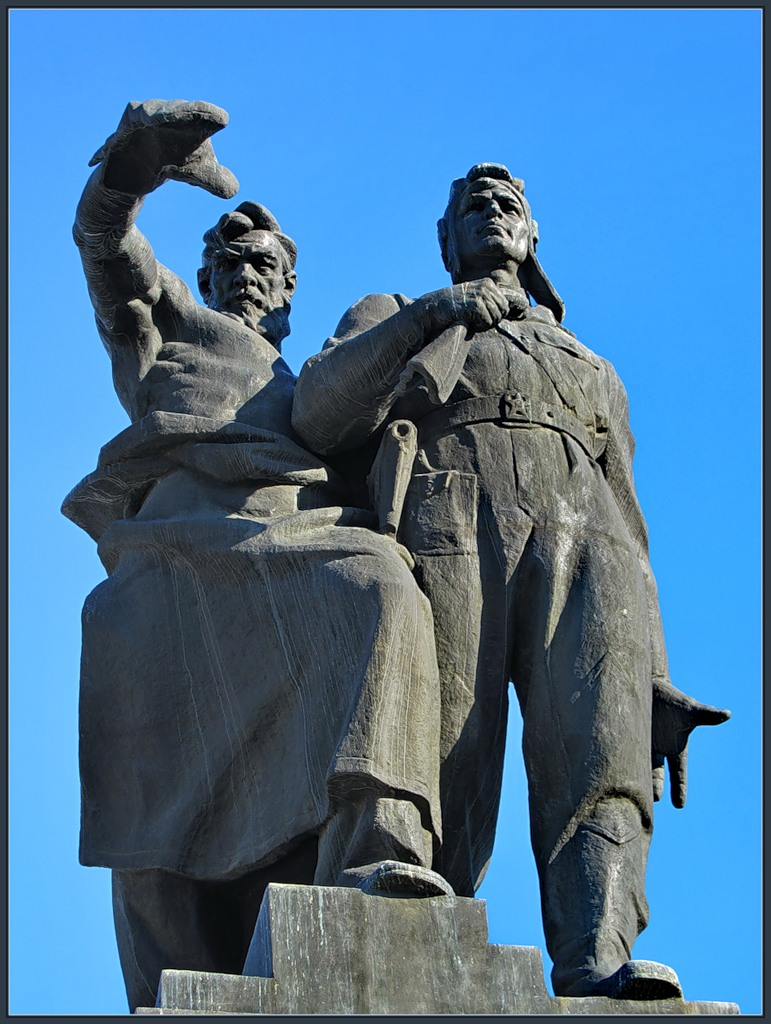
Монумент воїнам Уральського добровольчого танкового корпусу

Привокзальний майдан (рос. Привокзальная площадь; раніше: Уральського добровольчого танкового корпусу) — міський майдан у житловому районі «Вокзальний» Залізничного району Єкатеринбургу. Площа обмежена: з півночі — комплексом будівель залізничного вокзалу і вулицею Вокзальної, із заходу і сходу — п'ятиповерховими житловими будинками, з півдня — вулицею Челюскінців.

## Історія

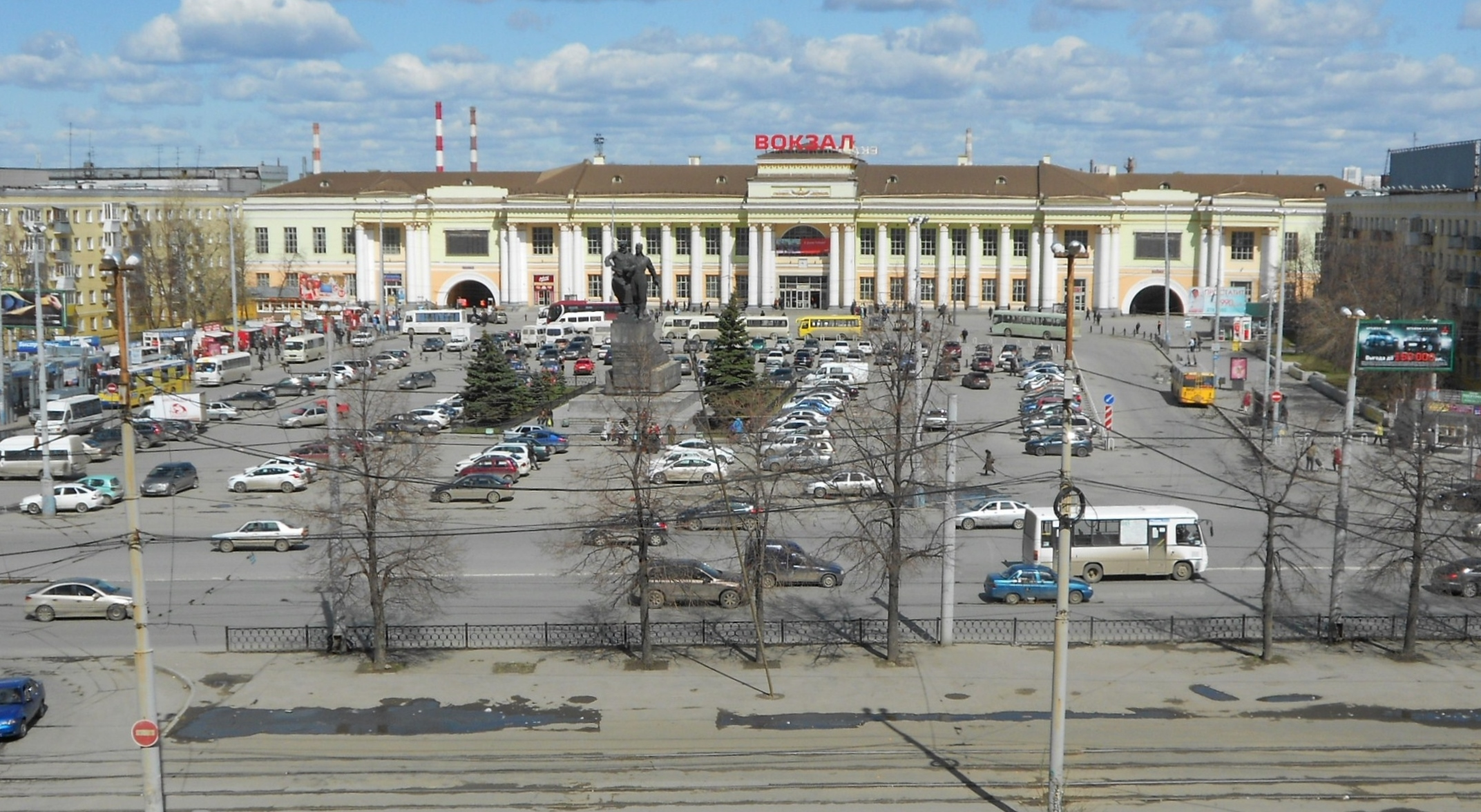
Загальний вигляд

Привокзальний майдан був утворений після спорудження в 1910 році нового будинку залізничного вокзалу (український архітектор К.Т.Бабикін, що навчався у технічному університеті України під керівництвом «київського Гауді»), площа стала формуватися на південь від нього. На початку XX століття вокзал і майдан знаходилися на північній околиці міста Єкатеринбурга, в тому місці, куди виходив Арсеньївський проспект (сучасна вулиця Свердлова) і звідки починався Верхотурський (Богословський) тракт. У 1908 році площу прикрасила п'ятиповерхова цегляна будівля млина Е.Борчанінова та Є.І.Першушина, що виходило своїм фасадом на південну частину майдану. Поруч із млином була побудована контора пермських пароплавовласників братів Каменських, зараз на її місці знаходиться готель (колишній готель «Свердловськ»). Між двома дорогами, що ведуть до старих і нових вокзалів на початку XX століття знаходилася всього одна будова — напівкам'яна будівля початкової школи. Після 1917 року в цьому місці стали з'являтися дерев'яні будинки залізничників.

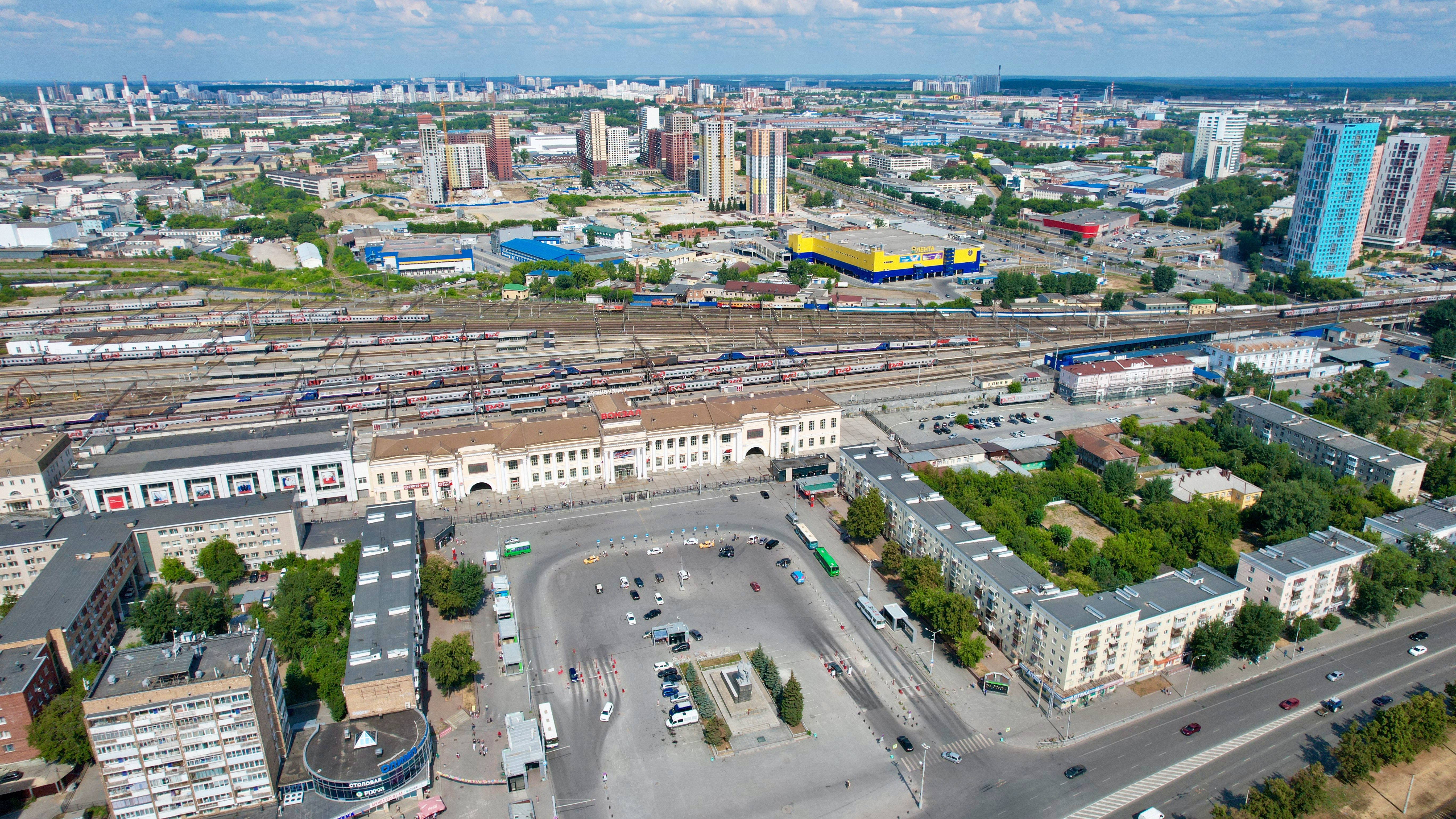
Загальний вигляд

У 2022 році на майдані пройшло декілька харашо рузкіх демонстрацій.